# Завала (Сливно)
Завала је насељено место у саставу општине Сливно, Дубровачко-неретванска жупанија, Република Хрватска.

## Историја
До територијалне реорганизације у Хрватској налазила се у саставу старе општине Метковић. Као самостално насељено место, Завала постоји од пописа 2001. године. Настало је издвајањем дела насеља Подградина.

## Становништво
На попису становништва 2011. године, Завала је имала 1 становника. За национални састав 1991. године, погледати под Подградина.
| Број становника по пописима | Број становника по пописима | Број становника по пописима | Број становника по пописима | Број становника по пописима | Број становника по пописима | Број становника по пописима | Број становника по пописима | Број становника по пописима | Број становника по пописима | Број становника по пописима | Број становника по пописима | Број становника по пописима | Број становника по пописима | Број становника по пописима | Број становника по пописима |
| --------------------------- | --------------------------- | --------------------------- | --------------------------- | --------------------------- | --------------------------- | --------------------------- | --------------------------- | --------------------------- | --------------------------- | --------------------------- | --------------------------- | --------------------------- | --------------------------- | --------------------------- | --------------------------- |
| 1857                        | 1869                        | 1880                        | 1890                        | 1900                        | 1910                        | 1921                        | 1931                        | 1948                        | 1953                        | 1961                        | 1971                        | 1981                        | 1991                        | 2001                        | 2011                        |
| 0                           | 0                           | 97                          | 105                         | 123                         | 143                         | 0                           | 0                           | 164                         | 157                         | 116                         | 64                          | 17                          | 0                           | 2                           | 1                           |

Напомена: У 1857., 1869., 1921. и 1931. подаци су садржани у насељу Сливно Равно. Од 1880. до 1910. исказано као део насеља. У 1991. без становника. У 2001. настало издвајањем из насеља Подградина.